# Guildayichthyidae
De Guildayichthyidae zijn een familie van uitgestorven beenvissen waarin twee fossiele soorten uit de Bear Gulch Limestone (Mississippien van Montana) zijn geplaatst.

## Kenmerken
De twee soorten Guildayichthys carnegiei en Discoserra pectinodon waren mariene vissen met een hoge rug en schijfvormige, zijdelings afgeplatte lichamen bedekt met grote, ruitvormige ganoïde schubben.
Kenmerkend voor de vissen zijn enkele bijzonder grote, zwaargebouwde botten in het midden van het schedeldak, waarvan sommige ongepaard waren. Het wanggebied bestond uit een verscheidenheid aan verschillende suborbitale botten. De schedel bestond uit verschillende onafhankelijk verbeende botten.
Hun muilen waren klein, de premaxillae waren gepaard en slechts losjes verbonden, de maxilla reikte niet naar achteren voorbij het midden van de oogkas. Boven de oogkas hadden ze twee tot drie rijen gepaarde botten. Ook onder de oogkas hadden ze meer dan één rij botten. Het aantal was variabel binnen een soort. De rugvin was lang en laag, de basis geschubd, de staartvin was heterocercaal, met twee ongelijke lobben.

## Systematiek
Toen de familie en orde in 2000 werden geïntroduceerd, wees de Amerikaanse paleontoloog Richard Lund ze toe aan de subklasse Cladistia als een zustergroep van de huidige kwastsnoeken (Polypteridae) die voorkomen in Afrikaanse zoete wateren. Korte tijd later werd deze visie herzien en werden de Guildayichthyiformes op basis van twintig kenmerken in een zustergroepverwantschap geplaatst met de Tarrasiiformes.